# مزدلفة (عين العرب)
مزدلفة  قرية سوريّة تتبع إداريّاً لمحافظة حلب منطقة عين العرب ناحية مركز شيوخ تحتاني، بلغ تعداد سكانها 140 نسمة حسب التعداد السكاني لعام 2004.